# 黛蒙德·狄克逊
黛蒙德·狄克逊（英語：Diamond Dixon，1992年6月29日—），美国女子田径运动员，主攻短跑。她曾代表美国参加2012年夏季奥林匹克运动会田径比赛，获得女子4×400米接力金牌。